# 女谷村
女谷村（おなだにむら）は、かつて新潟県刈羽郡にあった村。

## 沿革
- 1889年（明治22年）4月1日 - 町村制施行に伴い刈羽郡女谷村、市野新田、清水谷村、谷川新田が合併し、女谷村が発足。
- 1901年（明治34年）11月1日 - 刈羽郡折居村と合併し、鵜川村となり消滅。